# Lithops hallii
Lithops hallii är en isörtsväxtart som beskrevs av Hendrik Wijbrand De Boer. Lithops hallii ingår i stenbladssläktet som ingår i familjen isörtsväxter. Utöver nominatformen finns också underarten L. h. ochracea.

## Bildgalleri

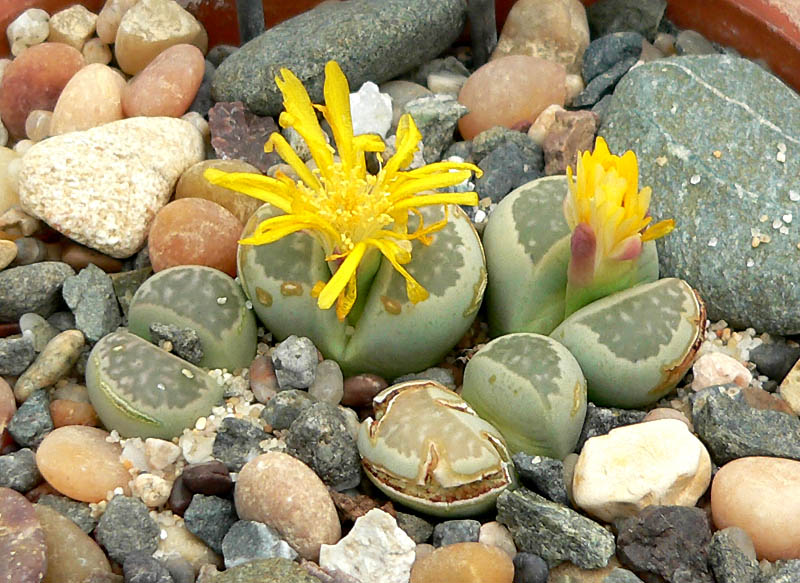
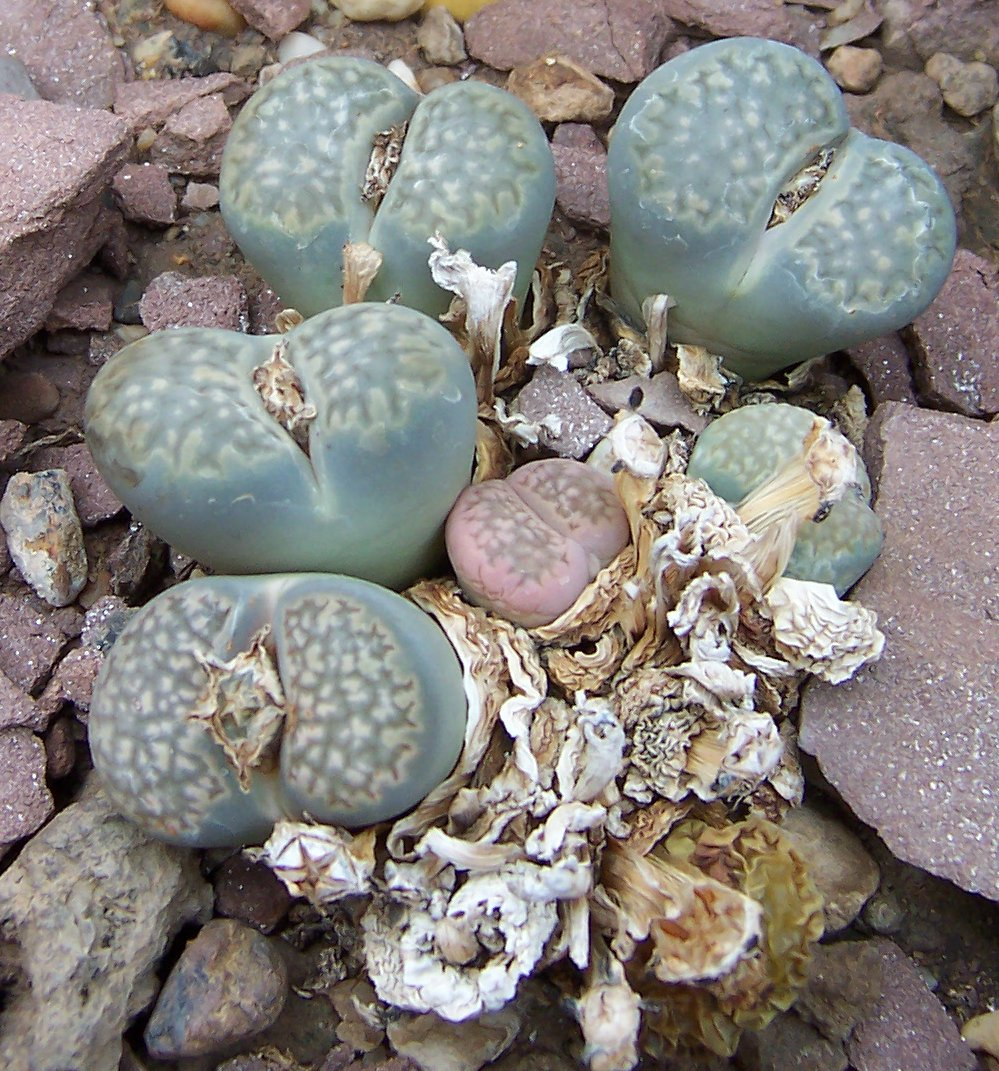
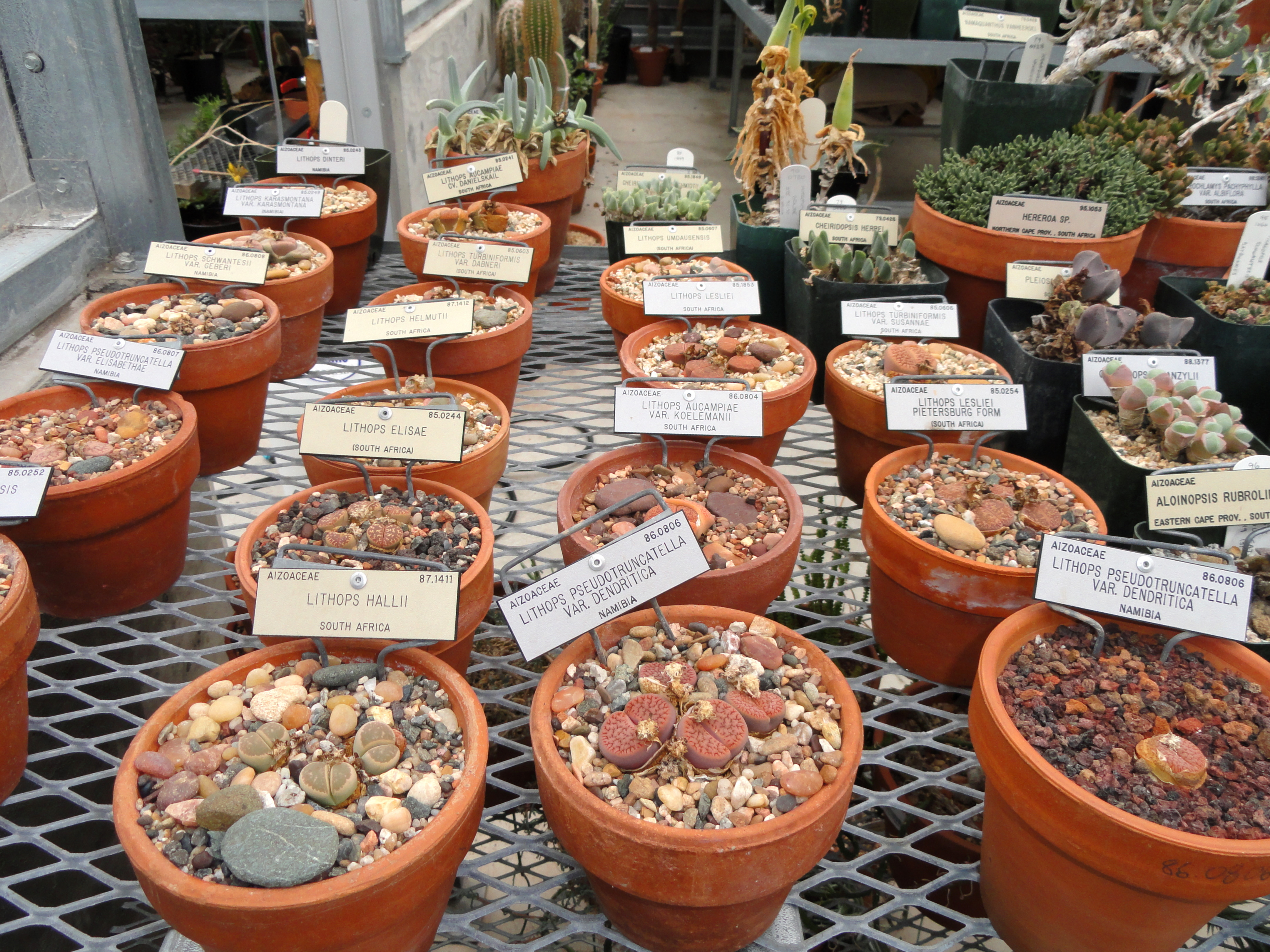